# 拉內布利納國家公園

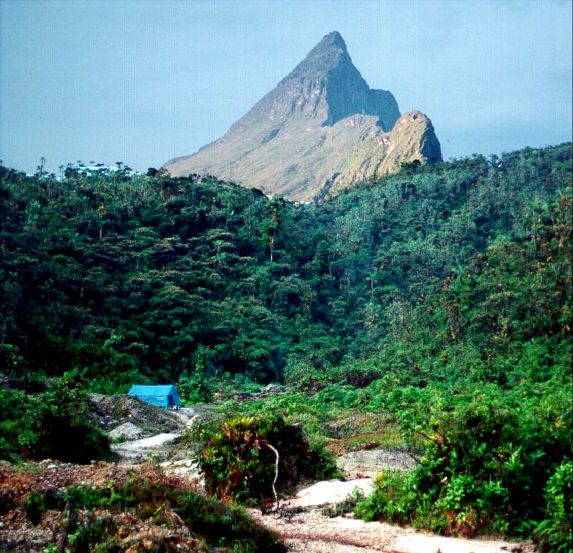

拉內布利納國家公園（西班牙語：Parque nacional Serranía La Neblina）是委內瑞拉的國家公園，位於該國南部，由亞馬遜州負責管轄，面積13,600平方公里，始建於1978年12月12日，最高點海拔高度3,040米。

## 外部連結
- Ficha del parque en el sitio web de UNEP-WCMC （页面存档备份，存于） （英文）
- Sitio web oficial